# Country Musume ni Konno to Fujimoto
Country musume ni Konno to Fujimoto (カントリー娘 に紺野と藤本, Kantorī Musume ni Konno to Fujimoto) is een Japanse popgroep.
De band bestaande uit drie leden van Country Musume, en twee ingehuurde leden van de band Morning musume. Deze marketingtactiek is ingezet om zowel Country Musume als groep te promoten als de twee leden van Morning musume.

## Discografie
- 2003 Uwaki ni Honey pie
- 2003 Senpai - Love Again -
- 2004 Shining Itoshiki Anata